# خضر بك
خضر بن جلال الدين بن أحمد المولى الرومي الحنفي                                                 ( 810 هـ – 863 هـ / 1407 – 1459م) عالم وفقيه أصولي حنفي. أول من ولي قضاء القسطنطينية بعد فتحها. ولد ونشأ في بلدة سيوري حصار وعلت شهرته فاستدعاه السلطان محمد الفاتح إلى بروسة٬ وأعطاه مدرسة جده فيها. ولما دخل القسطنطينية ولاه قضاءها. كان غزير الاطلاع على آداب العربية والتركية والفارسية٬ ونظم شعراً باللغات الثلاث. ومن شعره العربي جواهر العقائد وهي قصيدة نونية في التوحيد أرسلها إلى السلطان الفاتح، وله قصيدة أخرى على رويها. وصنف كتباً منها: حواش على حاشية الكشاف لسعد الدين التفتازاني٬ وأرجوزة في العروض.